# 奇織麗魚
奇織麗魚，為輻鰭魚綱鱸形目隆頭魚亞目慈鯛科的其中一種，分布於非洲坦干伊喀湖流域，體長可達30公分，棲息在岩石底質水域，單獨或成群活動，以其他魚類的鱗片為食，生活習性不明。

## 擴展閱讀
維基物種上的相關：奇織麗魚